# Бертрам Форер
Бертрам Р. Форер (на английски: Bertram R. Forer) е американски психолог, най-добре познат с описването на ефекта на Форер, понякога свързван със субективната валидизация.

## Биография
Роден е на 24 октомври 1914 година в Спрингфийлд, Масачузетс. Завършва Масачузетския университет в Амхърст през 1936 г. Получава степен по клинична психология от Калифорнийския университет.
Работи като психолог и администратор във военната болница във Франция по време на Втората световна война. След завръщането, работи в Душевна клиника за ветерани в Лос Анджелис и отваря своя частна практика в Малибу.
Умира на 6 април 2000 година на 85-годишна възраст.

## Научна дейност
В своя класически експеримент от 1948 г., Форер прилага личностен тест на своите студенти. Той дава на всички свои студенти един и същ анализ, копиран от астрологическите части на вестници. След това студентите са накарани да оценят описанието по скалата от нула до пет, като пет е най-точното описание. Средната оценка, която се получава, е 4,26. Експериментът е повторен хиляди пъти от 1948 г. и средната стойност на оценката продължава да е 4,2.
Ефектът на Форер показва, че хората имат склонността да приемат общи описания на тяхната личност без да осъзнават, че същата оценка може да бъде приложена към някой друг, защото хората искат резултатът да бъде истина. Този експеримент често е цитиран като критика на други личностни тестове като типологията на Майерс-Бригс.